# Asterella mitsuminensis
Asterella mitsuminensis là một loài rêu trong họ Aytoniaceae. Loài này được Shimizu & S. Hatt. mô tả khoa học đầu tiên năm 1952. Danh pháp khoa học của loài này chưa được làm sáng tỏ. 